# Capital G
Singles de Nine Inch Nails
Survivalism
(2007) Discipline
(2008)
Capital G est un single de metal industriel du groupe Nine Inch Nails sorti en 2007.